# London Tipton
London Leah Tipton is het vrouwelijke hoofdpersonage in de Disneyseries The Suite Life of Zack & Cody en zijn spin-off The Suite Life on Deck. Het personage wordt vertolkt door Brenda Song, die de rol kreeg zonder auditie te hoeven doen. Het personage wordt gepresenteerd als een rijk, bevoorrecht meisje. Ze is de dochter van Wilfred Tipton, de eigenaar van de Tipton Hotelketen en de S.S. Tipton. Haar naam was oorspronkelijk een parodie op de real-life hotelerfgename Paris Hilton. Het personage heette "Paris" in een vroeg script.

## Televisieserie-achtergrond
London is geboren in de vroege jaren '90, haar vader heet Wilfred Tipton en ze heeft een moeder van wie de naam niet is genoemd. Haar moeder komt uit Thailand en haar vader komt uit Groot-Brittannië. Hij is een succesvolle zakenman die de eigenaar is van de Tipton hotelketen. Haar vader bezit ook andere grote bedrijven, inclusief verschillende platenmaatschappijen.
London heeft altijd designkleding gedragen en heeft er veel interesse in. Ze heeft een zware kindertijd gehad omdat haar vader vaak weg was en hij met veel vrouwen is getrouwd. In de laatste aflevering van ‘’The Suite Life of Zack & Cody’’ wordt gezegd dat haar vader veertien keer is getrouwd.
Haar vader heeft geen van Londons toneelstukken (zoals “Itsy Bitsy Spider”) bijgewoond in haar kindertijd, zo vertelt London aan Maddie in ‘’Lip Synchin' in the Rain.’’ Toen ze ouder werd, begon ze de leegte die haar vaders absentie veroorzaakte op te vullen met winkelen, vindt Maddie uit in de aflevering ‘’Kisses & Basketball’’. London was ongelukkig in haar kindertijd, omdat haar vader er nooit was als ze hem nodig had. In de aflevering ‘’Poor Little Rich Girl’’, als de Tipton-familie al hun geld kwijt raakt; en in de aflevering ‘’The Prince & The Plunger’’, als London een vader-dochter-bal heeft.
Toen ze 15 jaar was ontmoette ze Maddie Fitzpatrick, die uiteindelijk haar beste vriendin werd. Later ging London ook naar Maddie’s Katholieke Privaatschool, Onze Lieve Vrouwe van de Eeuwige Rouw. Later in de serie wordt London geschorst, omdat ze de lessen niet bijwoonde, dus ze moet naar Cheevers High School, de school van Zack en Cody. In The Suite Life on Deck moet ze van haar vader naar de Seven Seas High School, een hogeschool op het S.S. Tipton, omdat ze op een schip niet kan ontsnappen (behalve per helikopter of onderzeeër, maar meneer Moseby en miss Tutweiler houden die ontsnappingsroutes goed in de gaten).

## Biografie

### The Suite Life of Zack & Cody
London is een parodie op Paris Hilton. Hoewel haar vader nooit in zijn geheel wordt gezien (meestal niet meer dan een arm, omdat hij constant wordt omringd door lijfwachten), wordt hij vaak genoemd. London is niet al te slim maar leeft een rijk leven als erfgename van Tipton Industries. Ze is een verwende, rijke zelfdunkende tiener met een eigen suite in het Tipton hotel in Boston, compleet met meerdere verdiepingen vol kledingkasten (elk met een slaafse pratende spiegel), en een keuken die bijna een hele verdieping in beslag neemt. Haar beste vriendin is Maddie Fitzpatrick, wie London vaak omkoopt met geld en andere waardevolle dingen. Ze is ook goede vrienden met Zack en Cody. Hoewel London vaak wordt gezien als een oppervlakkige snob die minder rijke personen disrespecteert, maakt ze uitzonderingen voor mensen waar ze echt om geeft, zo wordt onthuld tijdens de twee series. Ze is dol op mode en zegt dat ze designkleding draagt sinds ze een baby was, en dat ze meestal niet twee keer dezelfde outfit draagt. Ze heeft een dwergkeeshond, Ivana Tipton die ze koninklijk behandelt. Omdat London geen babysitter meer heeft, of een volwassene die voor haar zorgt, vraagt ze vaak hulp en begeleiding aan Tipton-werknemers. Ze haat haar stiefmoeders en praat met meneer Moseby, Maddie en soms Carey over haar problemen. Als ze blij is, heeft London de gewoonte om herhaald in haar handen te klappen en op en neer te springen terwijl ze haar motto, ‘’Jippie mij!’’ (Engels: ‘’Yay me!’’) roept.
London heeft op verschillende privaatscholen gezeten, maar besteedt weinig tijd en aandacht aan haar huiswerk. Ze ging naar dezelfde school als Maddie (Onze Lieve Vrouwe van de Eeuwige Rouw) in de aflevering ‘’Forever Plaid’’, omdat ze te weinig aandacht gaf op haar oude school. In de aflevering First Day of High School moet London naar de school van Zack en Cody, omdat ze van alle scholen is gestuurd waar ze op heeft gezeten. Londons slechtste vakken op school zijn waarschijnlijk talen, want ze houdt niet van lezen en het wordt vaak benadrukt dat ze moeite heeft met het alfabet. Zoals eerder gezegd is London niet intelligent. Ze begrijpt veel dingen niet en wordt vaak geplaagd door Maddie en Nia. London gelooft in mythologische dingen; Maddie en Esteban hebben haar een keer allerlei domme dingen laten doen door haar horoscoop te veranderen. Het is ook onthuld in de aflevering ‘’Super Twins’’ dat ze moet nadenken voordat ze de kleinste alledaagse acties kan uitvoeren, zoals lopen en ademen. Dit kan echter ook Zacks droom zijn.
Omdat ze zo’n luie levensstijl heeft, heeft London ook moeite met alles waar ze hard voor moet werken, wat haar vader haar soms dwingt te doen. Dat is meestal vanwege haar hoge gelduitgave. Londons slechte vermogendheid wordt vaak veroorzaakt door haar gebrek aan inspanning en begrip, maar het is voor haar makkelijk om haar eigen weg door het leven te vinden. Soms zet ze echter haar ego aan de kant en laat zien dat ze meer kan dan men van haar denkt, wat laat zien dat ze soms slim en/of niet egoïstisch kan zijn. Haar domheid lijkt echter toe te nemen gedurende seizoen 3.
London heeft haar eigen webshow sinds de aflevering ‘’Tiptonline’’. De originele producent van "Yay Me, Starring London Tipton" was Cody Martin. Nadat Cody stopte, vanwege domme dingen die London hem liet doen voor de camera, werd Londons vriendin Chelsea Brimmer de producent, maar Chelsea ging al weg na één uitzending omdat ze een verschrikkelijke producent was en de fans haar bevolen om Cody terug te halen. London realiseerde zich toen hoe hard ze Cody nodig had en bood haar excuses live aan. Toen Cody de uitzending zag ging hij naar Londons suite in het midden van de uitzending en zei dat hij terug wilde komen. Maar wanneer Cody onbeschikbaar was, vulde Maddie de plaats van producent op en werd al snel de vaste producent. London gaat door met haar webshow op de S.S. Tipton, met Woody Fink als haar producent.
Ze ziet haar ouders niet vaak, maar ze praat wel vaak met hen via de telefoon. London zegt dat Moseby meer voorkomt in het Tipton-familiealbum dan meneer Tipton of een van zijn ex-vrouwen. Haar ouders kunnen elkaar niet uitstaan, blijkt als meneer Moseby hen niet in andere kamers indeelde toen ze in het hotel verbleven maar in andere vleugels van het hotel.
Hoewel ze niet Joods is, viert London Chanoeka. In ‘’Big Hair & Baseball’’ staat ze met Carey te kijken als de New York Yankees inchecken in het Tipton, zegt ze over hen, “’’Ze zijn nog leuker dan het hockeyteam dat pappie me gaf met Chanoeka’’”. In ‘’Rock Star in the House’’, sluipt London Jesse McCartney's kamer in met Maddie en Zack. London neemt een foto van haarzelf met Jesse, met wie ze zegt te willen trouwen, als hij slaapt en zegt: “‘’I think this is going to be our Christmas/Hanukkah card’’” in de Engelse versie (in de Nederlandse zegt ze: “‘’Dit wordt ons gezamenlijk kerstkaartje’’”). Als Maddie zegt, omdat London niet Joods is, dat ze Chanoeka niet kan vieren, antwoordt ze: "’’En acht dagen met cadeaus missen? Niet deze Shiksa.’’"
London houdt van fitnessen en in verschillende afleveringen wordt benadrukt dat ze heel sterk is. London houdt van maïs met boter en is allergisch voor kreeft. Echter, in ‘’Poor Little Rich Girl’’ gaan Maddie en zij naar een restaurant voor "Kreeft in dilleboter". London is ook tonendoof (ze kan het verschil tussen muzikale noten slecht horen), maar houdt ervan om te zingen. Het is onthuld in ‘’Super Twins’’ en in The Suite Life on Deck dat ze kan worden gehypnotiseerd.

### The Suite Life on Deck
London komt aan op de S.S. Tipton, denkend dat ze op vakantie is, tot meneer Moseby haar vertelt dat het is om naar de Seven Seas High School (of zoals London het noemt: "stomme zeeschool") te gaan, zodat ze niet makkelijk meer kan spijbelen. London ziet dit meer als straf dan als een mogelijkheid. Als ze erachter komt dat ze haar kamer moet delen, koopt ze haar kamergenoot, Padma, om met juwelen in The Suite Life Sets Sail, zodat ze haar eigen hut krijgt. Aan het eind van de aflevering wordt onthuld dat Bailey Pickett een meisje is in plaats van een jongen, dus London moet toch haar kamer delen met haar, omdat er geen andere meisjesplaatsen meer vrij waren. Dit veroorzaakt dat London van de S.S. Tipton via helikopter naar Parrot Island (Papegaaieneiland) vlucht. Daarvoor maakt het schip in de daaropvolgende aflevering een speciale reis naar het eiland om haar te redden, omdat ze op is gesloten voor het feit dat Tipton Industries alle bomen op het eiland heeft gekapt, wat de papegaaien naar een zeehondeneiland liet emigreren. Later schrijft ze een cheque van 10 miljoen dollar om de bomen terug te planten en gaat terug op de S.S. Tipton.
Op de school wordt London behandeld als een normale studente. Om haar schooltijd door te komen, heeft London vaak geprobeerd de lerares om te kopen. Ze besteedt echter wel meer aandacht aan haar schoolwerk, en zegt zelfs in de aflevering ‘’Sea Monster Mash’’ dat ze van een gevoel van voldaanheid houdt. London is ook een beetje slimmer dan in The Suite Life of Zack and Cody. Ondanks haar vele ontsnappingspogingen van de S.S. Tipton zodat ze haar normale leven kan hervatten, heeft London manieren gevonden om het leven op het schip te kunnen doorkomen. Omdat Londons kledingkast maar een gelimiteerde hoeveelheid ruimte heeft, wordt gezegd dat ze een kledingzeppelin en een schoenenonderzeeër heeft die het schip volgen, maar ze blijft toch doorzoeken naar meer kastruimte.
London ontwikkelt al snel een soort-van-vriendschap met Bailey. In Broke N' Yo-Yo maakt ze een soort balkon bovenin haar kamer en laat Bailey daarop slapen. Bailey verdedigt zich daartegen door een aanval van fictionele “Sea Snarks” in scène te zetten maar voelt zich al snel beschaamd en ze besluiten de kamer eerlijk te delen. London wordt later herenigd met Ivana, die per helikopter wordt gebracht in The Kidney of the Sea en Cody organiseert een intelligentiecompetitie tussen Londons hond en Bailey's huisvarken, Porkers, maar uiteindelijk spelen Ivana en Porkers gelijk. London pest Bailey regelmatig. London zegt echter wel dat Bailey een goede vriendin is en Bailey wil haar vergeven.
Hoewel London vaak zegt dat ze geen “dingen voor mensen doen”, probeert ze toch regelmatig aardige dingen te doen, maar meestal met ongelukkige resultaten. In ‘’Mom and Dad on Deck’’, hoopte ze voor meneer Moseby het perfecte verjaardagscadeau te vinden, maar het liep uit in dat London hem (tot de irritatie van Moseby) overal ging volgen om uit te vinden wat hij leuk vond. Ze probeerde hem zelfs te verzorgen toen hij uit was gegleden op het Sky Deck, maar het liep uit op dat hij zich te bekeken voelde. In dezelfde aflevering wordt onthuld dat het haar een halfuur kost om één pagina van zelfs de simpelste boeken te lezen (ze las “The Poky Little Princess” voor aan Moseby). In de aflevering "Smarticle Particles" uit seizoen 2 misleidt Bailey London door haar zogenaamd "slim parfum" te geven, en London reageert erop zoals gepland, ze denkt namelijk dat ze er echt slim van wordt. Maar London komt er later achter dat het parfum nep is en is verdrietig omdat haar “smarticles” niet echt waren. Bailey probeert haar dan op te vrolijken met “slimme lipstick”, die London blij gebruikt. Dit bewijst dat London slim is, maar dat ze het zelf niet weet. In Lost at Sea doet London alsof ze gek is geworden en alsof ze denkt dat ze op een eilandresort is zodat ze geen werk hoeft te doen. Als ze allemaal van het eiland wegkomen in een ballon gemaakt van haar kleren en terugvliegen naar de S.S. Tipton, onthult ze dat ze deed alsof, zodat Cody en Bailey inzien dat London slimmer is dan ze lijkt en zelf zegt.

## Familie
- Yolanda (ongezien) is een van Londons voormalige stiefzussen. In Poor Little Rich Girl belde London haar op voor een slaapplaats, vanwege Londons armoede. Yolanda weigerde, omdat London haar nooit had geholpen.
- Khun Yai (gespeeld door Elizabeth Sung) is Londons oma en mevrouw Tiptons moeder uit Thailand. London bezoekt haar in de On Deck aflevering Family Thais, waar London verrast wordt door het feit dat haar oma niet alleen niet rijk is, maar een arme rijstboerin. London probeert een band met haar op te bouwen door haar een makeover en haar hut te herinrichten met dure meubels en apparaten. Khun Yai is echter niet blij met de veranderingen en dit verwart London. Na gepraat te hebben met Bailey leert London haar oma’s levensstijl te accepteren en de twee krijgen een hechte band met elkaar, anders dan London heeft met de rest van haar familie. Khun Yai heeft een huisolifant (de naam van die olifant is Thais voor schoonmaakster) die ze goed kan begrijpen. De olifant is te vergelijken met Ivana.
- Rome Tipton (gespeeld door George Takei) is Londons achter-achter-achter-achter-achterkleinkind, die London ontmoet in de aflevering ‘’Starship Tipton’’ als zij en de rest in de toekomst reizen. Hij is de erfgenaam van Tipton Industries, hij woont op het “Starship Tipton” en, ondanks dat hij een volwassene is, gaat nog steeds naar school op het schip omdat hij “een paar” jaar is blijven zitten. Aan het einde van de aflevering loopt hij echter door een deur het schip af en belandt hij in de ruimte.

### Vader
- Wilfred Tipton (stem: Bob Joles) is de eigenaar van het Tipton en de vader van London. Zijn gezicht is niet-zichtbaar gemaakt (maar af en toe zijn zijn handen zichtbaar). Hij is omringd door bodyguards en meestal is hij niet zichtbaar. In ‘’Not so Suite 16’’ waren zijn lichaam en benen zichtbaar, maar zijn hoofd was verborgen in een enorm cadeau. Het is niet duidelijk hoe hij eigenaar van het Tipton is geworden, omdat London vaak zegt dat haar vader het hotel heeft gekocht. Maar in een paar afleveringen wordt gezegd dat Tiptons voorouders het hotel al bezaten. In de aflevering ‘’Rock Star in the House’’ blijkt dat Wilfred heel streng is wat betreft Londons gedrag tegenover beroemdheden. Hij wil haar niet in hun buurt hebben (hij wil liever geen herhaling van het “Orlando Bloom-incident”). Wilfred heeft ook belang voor Londons opgroeien en welzijn, en ondersteunt vaak beter-werk-programma’s. Hij hoopt haar ook de waarde van geld te leren; hij dreigt vaak met onterven. Tipton heeft de gewoonte met veel jongere vrouwen te trouwen zonder dat London ervan weet, de meeste blijven niet lang “mevrouw Tipton”. De garantie van de huwelijksgeschenken die meneer Moseby geeft loopt meestal langer dan het huwelijk. En volgens London gaan haar panty's langer mee dan haar vaders vrouwen.

### Moeders
- Mevrouw Tipton (ongezien) Londons moeder en meneer Tiptons eerste ex-vrouw. Volgens London blijft ze nooit ergens lang en lijkt zo van de aarde te zijn verdwenen. Volgens meneer Moseby heeft mevrouw Tipton heel sterke armen.
- Stiefmoeder 1 (ongezien) Meneer Tiptons tweede ex-vrouw.
- Stiefmoeder 2 (ongezien) Meneer Tiptons derde ex-vrouw.
- Stiefmoeder 3 (ongezien) Meneer Tiptons vierde ex-vrouw. Ze was meneer Tiptons assistent en het kortst getrouwd met meneer Tipton. Ze beledigde London door haar “dat kind” te noemen (London verwijst naar haar met "die vrouw").
- Stiefmoeder 4 (ongezien) Meneer Tiptons vijfde ex-vrouw.
- Brandi Tipton (stiefmoeder 5) (gespeeld door T Lopez) Brandi was Londons vijfde stiefmoeder en Wilfreds zesde vrouw gezien in What the Hey. Ze was meneer Tiptons assistent. Ze komt London bezoeken, maar ze kunnen niet erg goed met elkaar overweg. Brandi lijkt van alle ex-vrouwen het meest om London te geven.
- Stiefmoeder 6 (ongezien) Meneer Tiptons zevende ex-vrouw.
- Stiefmoeder 7 (ongezien) Meneer Tiptons achtste ex-vrouw. Ze was meneer Tiptons assistent.
- Stiefmoeder 8 (ongezien) Meneer Tiptons negende ex-vrouw.
- Stiefmoeder 9 (ongezien) Meneer Tiptons tiende ex-vrouw.
- Stiefmoeder 10 (ongezien) Meneer Tiptons elfde ex-vrouw.
- Stiefmoeder 11 (ongezien) Meneer Tiptons twaalfde ex-vrouw. London verwijst naar haar met "Mammie #12".
- Stiefmoeder 12 (ongezien) Meneer Tiptons dertiende ex-vrouw. London verwijst naar haar met "Mammie #13"
- Karina Tipton (stiefmoeder 13) Meneer Tiptons veertiende ex-vrouw. Ze verscheen in de aflevering Ala-ka-scram! van The Suite Life on Deck als Armando de magiërs assistent. London is verliefd op Armando, dus ze is jaloers op Karina en zegt haar vader dat hij haar "uit de weg moet ruimen", maar in plaats daarvan trouwt hij met haar.
- Stiefmoeder 14 (ongezien) Meneer Tiptons vijftiende vrouw. Ze werd voor het eerst genoemd in de aflevering Frozen, waarin London een sms'je krijgt op haar mobiele telefoon dat ze een nieuwe stiefmoeder heeft.

### Romantische relaties
- Brandon (Tahj Mowry) - Een van Londons eerste vriendjes die verschijnt in ‘’Scary Movie’’. Brandon is hierna niet meer genoemd of gezien.
- Lance Fishman (Aaron Musicant) - Een watergeobsedeerde badmeester in het Tipton. Hij is Maddies en Londons ex-vriendje.
- Kyle (Daniel Booko) - Gezien in ‘’Maddie Checks In’’. Hij is de vriend van Jason. Ze komen ook uit rijke families.
- Joe (John E. Jimmo) - Gezien in Volley Dad. London had verkering met hem tot ze hem met Maddie zag zoenen.
- Todd St. Mark (Ben Ziff) - Gezien in ‘’Cookin’ with Romeo & Juliet’’ De erfgenaam van het concurrerende St. Mark Hotel aan de overkant. Ze hebben een soort Romeo en Julia-relatie, want ze mogen niet met elkaar omgaan van hun vaders. Meneer Moseby en Ilsa Schickelgrubermeiger-Von Helsing der Keppelugerhofer moeten daarop toezien.
- Trevor (Zac Efron) - Een jongen die verkering had met London in ‘’Odd Couples’’. Hij dacht dat London even slim was als hij, maar Maddie zei tegen London wat ze moest zeggen via een zendertje in Londons oor. Als hij erachter komt zoent hij uiteindelijk Maddie.
- Dirk and Kirk (Jake Abel en Scott Halberstadt) - Een twee-eiïge tweeling die verschijnt in "Twins at the Tipton".

### Vriendschappen
- Maddie Fitzpatrick (Ashley Tisdale) is Londons beste vriendin en ze hangen altijd uit met elkaar. London maakt haar altijd belachelijk door opmerkingen over haar kleren en haar haar te maken.
- Bailey Pickett (Debby Ryan) is Londons beste vriendin in The Suite Life on Deck. In het begin vindt London haar niet aardig, maar ze worden snel vriendinnen.
- Zack en Cody Martin (Dylan en Cole Sprouse) zijn goede vrienden van London. Cody is de producent van haar webshow en helpt haar vaak met moeilijk huiswerk. London raakt vaak verwikkeld in Zacks activiteiten.
- Marion Moseby (Phill Lewis) is bijna een derde ouder voor London. Hij leerde London lopen in de lobby van het Tipton hotel en probeerde haar het alfabet te leren en probeerde haar te leren autorijden.
- Addison (Rachael Bell) is Bailey en Londons nieuwe vriendin in The Suite Life on Deck
- Woody Fink (Mattew Timmons) is de nieuwe vriend van de “club” in The Suite Life on Deck.
- Nia Moseby (Giovonnie Samuels) is Moseby's nichtje en Maddies tijdelijke vervangster in het Tipton gedurende seizoen 3.
- Ivana is Londons dwergkeeshond. In de aflevering ‘’To Catch a Thief’’ wordt bekend dat ze London kan opbellen met haar mobiele telefoon.
- Chelsea Brimmer (Brittany Curran) is een van Londons rijke vrienden. Ze is net zo onhandig als London. Ze is eerst gezien in Miniature Golf, en was producent van Londons webshow.
- Tiffany (Alexa Nikolas) nog een van Londons rijke vrienden. Ze is niet slim, onhandig en diëtist. Eerst gezien in Miniature Golf.
- Portia Tanenbaum (ongezien) is een soort-van-vriendin van London die vaak genoemd wordt. Ze heeft, net als London, een eigen webshow. Als London erachter komt dat Portia meer hits heeft op internet, begint ze haar eigen webshow, Yay Me! Starring London Tipton!.
- Francesca Grubman (Georgina Rosso) is gezien in de aflevering Health and Fitness, is een van Londons rijke vrienden.
- Lizzie Ashcroft (ongezien) - Lizzie is genoemd in één aflevering en is waarschijnlijk Londons vriendin.

## Ivana
Ivana Priscilla Veronica Fitzpatrick-Tipton (stem ingesproken door Emma Stone) is Londons hond. Het is een kleine keeshond. Ze is "getrouwd" met Scamp, de hond van Maddie en heeft met hem 5 puppy's; Muppie (die van Maddie), Prince Percival Percimmon Du Lac (die van London), Maria Consuela Margarita Francesca DeCielo (die van Esteban) en nog twee puppy's waarvan de namen niet genoemd worden.
Het lijkt in sommige afleveringen alsof Ivana en London met elkaar kunnen communiceren, maar in de aflevering Crushed, waarin ze een date heeft met Lord Quorckeran (een andere "rijke" keeshond die London aan Ivana probeerde te koppelen), heeft London niet door dat Ivana haar date helemaal niet zit zitten. In deze aflevering blijkt ook dat Ivana weet dat London niet erg slim is; "Volgens jou is één plus één vier.". Ivana blijkt met een Frans accent te spreken. Ook draagt ze contactlenzen en haar lievelingseten is bieftartaar met truffels en kaviaar.